# Underarm
Underarmen (lat. antebrachium) omfatter overekstremitetsregionen mellem albuen og håndleddet. Underarmsregionen er homologt med underbensregionen, som omfatter underekstremitetsregionen mellem knæleddet og anklen.

Underarmen består af de to lange rørknogler, albuebenet (ulna) og spolebenet (radius). Knoglerne er sammenbundet med membrana interossea. Musklerne i underarmen inddeles i en flexorloge med fire lag bestående af otte muskler og en ekstensorloge med tre lag bestående af tolv muskler. Disse muskler innerveres af tre nerver fra plexus brachialis, nervus radialis, nervus medianus og nervus ulnaris. Den primære blodforsyning foretages arterielt primært af arteriae interosseae antebrachii, arteria radialis og arteria ulnaris, venøst tømmes blodet ud i vena basilica, vena cephalica og dybe vener, der følger arterierne. Endeligt er underarmen tildækket af hud, hvor den anteriore flade (forfladen) som regel er mindre behåret end den posteriore flade (bagfladen).